# Viaduc du boulevard Auguste-Blanqui
Le viaduc du boulevard Auguste-Blanqui est un viaduc ferroviaire français à Paris. Cet ouvrage d'art supporte une partie de la ligne 6 du métro de Paris dans les 13e et 14e arrondissements. Les stations Glacière et Corvisart y disposent d'arrêts aériens.

## Situation ferroviaire
Le viaduc occupe le terre-plein central du boulevard, entre les extrémités orientales des stations Saint-Jacques et Corvisart.

## Caractéristiques
Le viaduc est constitué d'une structure métallique s'appuyant sur des piliers qui supportent le tablier sur lequel reposent les voies du métro. À chaque station, les piliers sont décorés avec des guirlandes et des cornes d’abondance et sont frappés des armes de la Ville de Paris ou du globe terrestre.